# Šček
Šček je priimek več znanih Slovencev:
- Alenka Šček Lorenz (*1955), pianistka
- Breda Šček (Orel) (1893—1968), skladateljica
- Ivan Šček (1925—1972), skladatelj, pedagog in zborovodja
- Ivan Šček, predsednik Rugby zveze Slovenije
- Jernej Šček (*1988), filozof, prevajalec, publicist
- Marko Šček /Marko Česen Šček ?
- Matjaž Šček (*1958), zborovodja, dirigent in kulturni delavec
- Štefan Šček, arhitekt
- Tatjana Šček Prebil, prof., mag., ravnateljica Biotehniškega izobraževalnega centra Ljubljana
- Virgil Šček (1889—1948), duhovnik, politik, narodnoobrambni delavec